# Neopets
Neopets (originalno: NeoPets) je internetska stranica koju su 15. studenog 1999. godine kreirali Adam Powell i Donna Williams. Nekoliko mjeseci poslije Amerikanac Doug Dohring utemeljio je tvrtku Neopets. Ideja za kreiranje websitea nastala je 1997. godine. Website je u kolovozu 2003. godine preveden na japanski, tradicionalni i pojednostavljeni kineski, španjolski, njemački, talijanski, korejski, portugalski, nizozemski i francuski jezik. Vlasnik websitea je Viacom.

## Opis
Radnja je smještena na virtualni planet Neopiju. Posjetitelji mogu napraviti korisnički račun i brinuti se o virtualnim ljubimcima, kupovati im hranu, odjeću, igračke, Petpete (ljubimce za Neopetse) i sl korištenjem virtualne novčane jedinice koja se zove Neopoint (NP). Novac korisnici zarađuju igrajući igre i prodavajući svoje stvari. 
Korisnik je u mogućnosti posjedovati najviše 4 Neopetsa. Može imati interakciju sa svojim Neopetsom kroz hranjenje Neopetsa, igranje s njim, davanjem knjige i slično, ga trenirati za borbe s Neopetsima ostalih korisnika ili s NPC-ovima, kreirati vlastitu virtualnu galeriju i/ili trgovinu, sakupljati predmete, trofeje ili avatare za komunikacijski dio websitea. Novi korisnici dobivaju paket od desetak različitih predmeta za svoj invetar. 
Glavne značajke komunikacijskog sustava uključuju NeoMail, Neoboards i Guilds.

### Pravila
Korisnici koji su mlađi od 13 godina, u skladu s COPPA (Children's Online Privacy Protection Act of 1998) ne mogu pristupiti komunikacijskom dijelu websitea, već za to moraju imati pismenu dozvolu roditelja. Također, korisnicima za koje se sazna da krše pravila može se poslati upozorenje te će biti privremeno blokirani, a njihov račun suspendiran, ili će biti poduzeta mjera trajnog "zaleđivanja" računa. Dozvoljeno je kreirati najviše pet korisničkih računa od kojih je samo na glavnom moguće prisustvovati svim značajkama websitea (osim komunikacijskog dijela kod korisnika mlađeg od 13 godina koji nema pismenu roditeljsku dozvolu). 